# Uitgeverij Gideon
Uitgeverij Gideon is een Nederlandse uitgeverij die vooral evangelisch getinte boeken publiceert.

## Geschiedenis
De uitgeverij werd eind jaren vijftig opgericht in Emmen opgericht door evangelist Jaap Wind, die toegankelijke boeken wilde uitgeven over het werk van de Heilige Geest en de praktijk van het christen-zijn. Mede door de evangelisatiecampagne van de Amerikaanse evangelist Thomas Lee Osborn op het Malieveld in Den Haag in 1958 was daar veel belangstelling voor. Die twee thema's vormen de kern van het aanbod van uitgeverij Gideon.
Vanaf het midden van de jaren 1960 vond Gideon onderdak bij de organisatie Kracht van Omhoog in Gorinchem. Vandaaruit ontstond in 1969 een evangelisch-charismatische uitgeverij, die tot 1987 ook een eigen drukkerij had. Het bedrijf vestigde zich in Hoornaar. 
Belangrijke bestsellers in de eerste jaren waren De Schuilplaats van Corrie ten Boom, Het Kruis in de Asfaltjungle van David Wilkerson en Ik zal nooit meer huilen van Nicky Cruz. Latere bestsellers waren Het Vaderhart van God van Floyd McClung, Een Kwestie van Leven van Nicky Gumbel, Het Gebed van Jabes van Bruce Wilkinson, Moderne wetenschap in de Bijbel van Ben Hobrink en De ongetemde man en De fascinerende vrouw van John Eldredge en Stasi Eldredge.
Leen Oosterwijk had het vanaf de formele oprichting in 1969 voor het zeggen bij de uitgeverij. In 1991 volgde Gerrit Hoekstra hem op en in 2010 trad Gerhard Rijksen aan als directeur.
Sinds 2012 verzorgt de uitgeverij onder de imprint 'De Barbaar' ook boeken die gericht zijn op de algemene markt.